# Tunezja na Letnich Igrzyskach Olimpijskich 2020
Tunezję na Letnich Igrzyskach Olimpijskich 2020 reprezentowało 63 zawodników: 34 mężczyzn i 29 kobiet. Był to 15 start reprezentacji Yinezji na letnich igrzyskach olimpijskich.

## Zdobyte medale[3]
| Medal  | Zawodnik                | Dyscyplina | Konkurencja                    | Rezultat                                              | Data     |
| ------ | ----------------------- | ---------- | ------------------------------ | ----------------------------------------------------- | -------- |
| Złoto  | Ahmed Hafnaoui          | Pływanie   | 400 m stylem dowolnym mężczyzn | 3:43,36                                               | 25 lipca |
| Srebro | Mohamed Khalil Jendoubi | Taekwondo  | kategoria do 58 kg mężczyzn    | W finale uległ reprezentantowi Włoch Vito Dell’Aquila | 24 lipca |

## Skład kadry

### Boks
| Zawodnik       | Konkurencja          | 1/16             | 1/8              | Ćwierćfinał      | Półfinał         | Finał            | Finał   | Źródło |
| Zawodnik       | Konkurencja          | Przeciwnik Wynik | Przeciwnik Wynik | Przeciwnik Wynik | Przeciwnik Wynik | Przeciwnik Wynik | Miejsce | Źródło |
| -------------- | -------------------- | ---------------- | ---------------- | ---------------- | ---------------- | ---------------- | ------- | ------ |
| Khouloud Hlimi | waga piórkowa kobiet | Bye              | Irie P 0-5       | NQ               | NQ               | NQ               | 9.      | [ 4 ]  |
| Mariem Homrani | waga lekka kobiet    | Bye              | Khelif P 0-5     | NQ               | NQ               | NQ               | 9.      | [ 5 ]  |

### Judo
| Zawodnik                  | Konkurencja | 1/16                | 1/8                 | Ćwierćfinał         | Półfinał            | Repasaże            | Finał / 3.miejsce   | Finał / 3.miejsce | Źródła |
| Zawodnik                  | Konkurencja | Przeciwniczka Wynik | Przeciwniczka Wynik | Przeciwniczka Wynik | Przeciwniczka Wynik | Przeciwniczka Wynik | Przeciwniczka Wynik | Pozycja           | Źródła |
| ------------------------- | ----------- | ------------------- | ------------------- | ------------------- | ------------------- | ------------------- | ------------------- | ----------------- | ------ |
| Ghofran Khelifi           | -57 kg (k)  | Iliewa P 00-10      | NQ                  | NQ                  | NQ                  | NQ                  | NQ                  | 17.               | [ 6 ]  |
| Nihel Landolsi-Bouchoucha | -70 kg (k)  | Bernholm P 00-10    | NQ                  | NQ                  | NQ                  | NQ                  | NQ                  | 17.               | [ 7 ]  |
| Nihel Cheikh Rouhou       | +78 kg (k)  | Adlington W 10-00   | Xu Shiyan P 00-10   | NQ                  | NQ                  | NQ                  | NQ                  | 9.                | [ 8 ]  |

### Kajakarstwo
| Zawodnik                      | Konkurencja    | Eliminacje | Eliminacje | Ćwierćfinały | Ćwierćfinały | Półfinały | Półfinały | Finał A/B | Finał A/B | Pozycja | Źródło |
| Zawodnik                      | Konkurencja    | Czas       | Pozycja    | Czas         | Pozycja      | Czas      | Pozycja   | Czas      | Pozycja   | Pozycja | Źródło |
| ----------------------------- | -------------- | ---------- | ---------- | ------------ | ------------ | --------- | --------- | --------- | --------- | ------- | ------ |
| Mohamed Mrabet                | K-1 1000 m (m) | 4:02,148   | 5.         | 3:56,325     | 5.           | NQ        | NQ        | NQ        | NQ        | NQ      | [ 9 ]  |
| Ghailene Khattali             | C-1 1000 m (m) | 4:39,791   | 6.         | 4:35,417     | 7.           | NQ        | NQ        | NQ        | NQ        | NQ      | [ 9 ]  |
| Khaoula Sassi                 | K-1 200 m (k)  | 45,101     | 5.         | 45,809       | 6.           | NQ        | NQ        | NQ        | NQ        | NQ      | [ 9 ]  |
| Afef Ben Ismail Khaoula Sassi | K-2 500 m (k)  | 2:05,770   | 5.         | 2:10,979     | 6.           | NQ        | NQ        | NQ        | NQ        | NQ      | [ 9 ]  |

### Lekkoatletyka
Konkurencje biegowe
| Zawodnik             | Konkurencja               | Eliminacje | Eliminacje | Półfinał | Półfinał | Finał | Finał   | Źródło |
| Zawodnik             | Konkurencja               | Wynik      | Miejsce    | Wynik    | Miejsce  | Wynik | Miejsce | Źródło |
| -------------------- | ------------------------- | ---------- | ---------- | -------- | -------- | ----- | ------- | ------ |
| Abdessalem Ayouni    | 800 m (m)                 | 1:45,73    | 3.         | 1:44,99  | 6.       | NQ    | NQ      | [ 10 ] |
| Mohamed Amine Touati | 400 m przez płotki (m)    | 50,58      | 6.         | NQ       | NQ       | NQ    | NQ      | [ 11 ] |
| Marwa Bouzayani      | 3000 m z przeszkodami (k) | 9:31,25    | 6.         | N/A      | N/A      | NQ    | NQ      | [ 12 ] |

### Łucznictwo
| Zawodnik                     | Konkurencja       | Runda rankingowa | Runda rankingowa | 1/32              | 1/16             | 1/8              | Ćwierćfinały     | Półfinały        | Finał            | Finał   | Źródło               |
| Zawodnik                     | Konkurencja       | Wynik            | Miejsce          | Przeciwnik Wynik  | Przeciwnik Wynik | Przeciwnik Wynik | Przeciwnik Wynik | Przeciwnik Wynik | Przeciwnik Wynik | Pozycja | Źródło               |
| ---------------------------- | ----------------- | ---------------- | ---------------- | ----------------- | ---------------- | ---------------- | ---------------- | ---------------- | ---------------- | ------- | -------------------- |
| Mohamed Hammed               | indywidualnie (m) | 631              | 62.              | Oh Jin-hyek P 0-6 | NQ               | NQ               | NQ               | NQ               | NQ               | 33.     | [ 13 ] [ 14 ] [ 15 ] |
| Rihab Elwalid                | indywidualnie (k) | 609              | 59.              | Román P 2-6       | NQ               | NQ               | NQ               | NQ               | NQ               | 33.     | [ 16 ] [ 17 ] [ 18 ] |
| Mohamed Hammed Rihab Elwalid | mikst             | 1240             | 28.              | N/A               | N/A              | NQ               | NQ               | NQ               | NQ               | 28.     | [ 19 ] [ 20 ]        |

### Pływanie
| Zawodnik         | Konkurencja        | Eliminacje | Eliminacje | Półfinał | Półfinał | Finał     | Finał   | Źródło        |
| Zawodnik         | Konkurencja        | Czas       | Miejsce    | Czas     | Miejsce  | Czas      | Miejsce | Źródło        |
| ---------------- | ------------------ | ---------- | ---------- | -------- | -------- | --------- | ------- | ------------- |
| Ahmed Hafnaoui   | 400 m dowolnym (m) | 3:45,68    | 8.         | N/A      | N/A      | 3:43,36   | złoto   | [ 21 ] [ 22 ] |
| Ahmed Hafnaoui   | 800 m dowolnym (m) | 7:49,14    | 10.        | N/A      | N/A      | NQ        | NQ      | [ 23 ] [ 24 ] |
| Oussama Mellouli | 10 km (m)          | N/A        | N/A        | N/A      | N/A      | 1:56:33,3 | 20.     | [ 25 ]        |

### Podnoszenie ciężarów
| Zawodnik        | Konkurencja      | Rwanie | Rwanie  | Podrzut | Podrzut | Razem  | Pozycja | Źródło |
| Zawodnik        | Konkurencja      | Wynik  | Pozycja | Wynik   | Pozycja | Razem  | Pozycja | Źródło |
| --------------- | ---------------- | ------ | ------- | ------- | ------- | ------ | ------- | ------ |
| Karem Ben Hnia  | -73 kg mężczyzn  | 153 kg | 5.      | 185 kg  | 6.      | 338 kg | 6.      | [ 26 ] |
| Ramzi Bahloul   | -81 kg mężczyzn  | 136 kg | 14.     | 164 kg  | 12.     | 300 kg | 12.     | [ 26 ] |
| Aymen Bacha     | -109 kg mężczyzn | 177 kg | 8.      | 211 kg  | 9.      | 388 kg | 9.      | [ 26 ] |
| Nouha Landoulsi | -55 kg kobiet    | 88 kg  | 8.      | 108 kg  | 8.      | 196 kg | 8.      | [ 26 ] |
| Chaima Rahmouni | -64 kg kobiet    | 91 kg  | 12.     | DNF     | DNF     | DNF    | DNF     | [ 26 ] |

### Siatkówka
- Reprezentacja mężczyzn

| - Ahmed Kadhi - Khaled Ben Slimene - Mohamed Ali Ben Othmen Miladi - Elyes Karamosli - Omar Agrebi - Hamza Nagga |  | - Ismaïl Moalla - Mehdi Ben Cheikh - Selim Mbareki - Wassim Ben Tara - Aymen Bouguerra - Saddem Hmissi |

| Drużyna | Konkurencja      | Faza grupowa     | Faza grupowa     | Faza grupowa            | Faza grupowa     | Faza grupowa                      | Faza grupowa | Ćwierćfinały     | Półfinały        | Finał            | Pozycja | Źródło |
| Drużyna | Konkurencja      | Przeciwnik Wynik | Przeciwnik Wynik | Przeciwnik Wynik        | Przeciwnik Wynik | Przeciwnik Wynik                  | Pozycja      | Przeciwnik Wynik | Przeciwnik Wynik | Przeciwnik Wynik | Pozycja | Źródło |
| ------- | ---------------- | ---------------- | ---------------- | ----------------------- | ---------------- | --------------------------------- | ------------ | ---------------- | ---------------- | ---------------- | ------- | ------ |
| Tunezja | turniej mężczyzn | Brazylia P 0:3   | Francja P 0:3    | Stany Zjednoczone P 1:3 | Argentyna P 2:3  | Rosyjski Komitet Olimpijski P 0:3 | 6.           | NQ               | NQ               | NQ               | 6.      | [ 27 ] |

### Strzelectwo
| Zawodnik                   | Konkurencja                   | Kwalifikacje | Kwalifikacje | Finał | Finał   | Źródło |
| Zawodnik                   | Konkurencja                   | Wynik        | Pozycja      | Wynik | Pozycja | Źródło |
| -------------------------- | ----------------------------- | ------------ | ------------ | ----- | ------- | ------ |
| Ala Al-Othmani             | pistolet pneumatyczny (m)     | 563-16x      | 34.          | NQ    | NQ      | [ 28 ] |
| Olfa Charni                | pistolet pneumatyczny (k)     | 570-12x      | 25.          | NQ    | NQ      | [ 29 ] |
| Olfa Charni                | pistolet sportowy (k)         | 569-14x      | 39.          | NQ    | NQ      | [ 30 ] |
| Ala Al-Othmani Olfa Charni | pistolet pneumatyczny (mikst) | 561-15x      | 19.          | NQ    | NQ      | [ 31 ] |

### Szermierka
| Zawodnik                                                        | Konkurencja              | 1/32                | 1/16                  | 1/8               | Ćwierćfinały     | Półfinały        | Finał/o 3. miejsce | Finał/o 3. miejsce | Źródło |
| Zawodnik                                                        | Konkurencja              | Przeciwnik Wynik    | Przeciwnik Wynik      | Przeciwnik Wynik  | Przeciwnik Wynik | Przeciwnik Wynik | Przeciwnik Wynik   | Pozycja            | Źródło |
| --------------------------------------------------------------- | ------------------------ | ------------------- | --------------------- | ----------------- | ---------------- | ---------------- | ------------------ | ------------------ | ------ |
| Mohamed Samandi                                                 | floret indywidualnie (m) | Bye                 | Shikine P 4-15        | NQ                | NQ               | NQ               | NQ                 | 26.                | [ 32 ] |
| Farès Ferjani                                                   | szabla indywidualnie (m) | Bye                 | Berrè P 10-15         | NQ                | NQ               | NQ               | NQ                 | 22.                | [ 33 ] |
| Inès Boubakri                                                   | floret indywidualnie (k) | Bye                 | Korobiejnikowa P 3-15 | NQ                | NQ               | NQ               | NQ                 | 20.                | [ 34 ] |
| Amira Ben Chaabane                                              | szabla indywidualnie (k) | Bye                 | Pusztai P 12-15       | NQ                | NQ               | NQ               | NQ                 | 28.                | [ 35 ] |
| Nadia Ben Azizi                                                 | szabla indywidualnie (k) | Bhavani Devi P 3-15 | NQ                    | NQ                | NQ               | NQ               | NQ                 | 36.                | [ 35 ] |
| Yasmine Daghfous                                                | szabla indywidualnie (k) | Katona P 6-15       | NQ                    | NQ                | NQ               | NQ               | NQ                 | 34.                | [ 35 ] |
| Amira Ben Chaabane Nadia Ben Azizi Yasmine Daghfous Olfa Hezami | szabla drużynowo (k)     | N/A                 | N/A                   | Japonia · P 29-45 | NQ               | NQ               | NQ                 | 9.                 | [ 36 ] |
| Sarra Besbes                                                    | szpada indywidualnie (k) | Bye                 | Isola W 15-10         | NQ                | NQ               | NQ               | NQ                 | 22.                | [ 37 ] |

### Taekwondo
| Zawodnik                | Konkurencja     | 1/8               | Ćwierćfinał      | Półfinał         | Repesaż          | Finał/3.miejsce     | Finał/3.miejsce | Źródło |
| Zawodnik                | Konkurencja     | Przeciwnik Wynik  | Przeciwnik Wynik | Przeciwnik Wynik | Przeciwnik Wynik | Przeciwnik Wynik    | Pozycja         | Źródło |
| ----------------------- | --------------- | ----------------- | ---------------- | ---------------- | ---------------- | ------------------- | --------------- | ------ |
| Mohamed Khalil Jendoubi | -58 kg mężczyzn | Artamonow W 25-18 | Demse W 32-9     | Jang Jun W 25-19 | N/A              | Dell’Aquila P 12-16 | srebro          | [ 38 ] |

### Tenis stołowy
| Zawodnik    | Konkurencja        | Eliminacje         | Runda 1          | Runda 2          | Runda 3          | 1/8 finału       | Ćwierćfinały     | Półfinały        | Finał            | Finał   | Źródło |
| Zawodnik    | Konkurencja        | Przeciwnik Wynik   | Przeciwnik Wynik | Przeciwnik Wynik | Przeciwnik Wynik | Przeciwnik Wynik | Przeciwnik Wynik | Przeciwnik Wynik | Przeciwnik Wynik | Pozycja | Źródło |
| ----------- | ------------------ | ------------------ | ---------------- | ---------------- | ---------------- | ---------------- | ---------------- | ---------------- | ---------------- | ------- | ------ |
| Adam Hmam   | gra pojedyncza (m) | Bye                | Kou Łej P 0-4    | NQ               | NQ               | NQ               | NQ               | NQ               | NQ               | 49.     | [ 39 ] |
| Fadwa Garci | gra pojedyncza (k) | Bolor-Erdene P 1-4 | NQ               | NQ               | NQ               | NQ               | NQ               | NQ               | NQ               | 65.     | [ 40 ] |

### Tenis ziemny
| Zawodnik   | Konkurencja | Pierwsza runda                       | Druga runda      | Trzecia runda    | Ćwierćfinały     | Półfinały        | Finał            | Finał   | Źródło |
| Zawodnik   | Konkurencja | Przeciwnik Wynik                     | Przeciwnik Wynik | Przeciwnik Wynik | Przeciwnik Wynik | Przeciwnik Wynik | Przeciwnik Wynik | Pozycja | Źródło |
| ---------- | ----------- | ------------------------------------ | ---------------- | ---------------- | ---------------- | ---------------- | ---------------- | ------- | ------ |
| Uns Dżabir | singiel (k) | Suárez Navarro P 0-2 (6:4, 3:6, 6:7) | NQ               | NQ               | NQ               | NQ               | NQ               | 33.     | [ 41 ] |

### Wioślarstwo
| Zawodnik                            | Konkurencja | Eliminacje | Eliminacje | Repasaż | Repasaż | Półfinały | Półfinały | Finał   | Finał      | Miejsce | Źródło |
| Zawodnik                            | Konkurencja | Czas       | M.         | Czas    | M.      | Czas      | M.        | Czas    | M.         | Miejsce | Źródło |
| ----------------------------------- | ----------- | ---------- | ---------- | ------- | ------- | --------- | --------- | ------- | ---------- | ------- | ------ |
| Nour El-Houda Ettaieb Khadija Krimi | LW2x        | 7:39,61    | 5.         | 7:54,95 | 5.      | N/A       | N/A       | 7:15,25 | 4. Finał C | 16.     | [ 42 ] |

### Zapasy
| Zawodnik           | Konkurencja                     | Kwalifikacje     | 1/8              | Ćwierćfinał      | Półfinał         | Repesaż 1        | Finał            | Finał   | Źródło |
| Zawodnik           | Konkurencja                     | Przeciwnik Wynik | Przeciwnik Wynik | Przeciwnik Wynik | Przeciwnik Wynik | Przeciwnik Wynik | Przeciwnik Wynik | Pozycja | Źródło |
| ------------------ | ------------------------------- | ---------------- | ---------------- | ---------------- | ---------------- | ---------------- | ---------------- | ------- | ------ |
| Soleymen Nasr      | -67 kg mężczyzn styl klasyczny  | Bye              | Al Obaidi P 0-8  | NQ               | NQ               | NQ               | NQ               | 15.     | [ 43 ] |
| Lamjed Maafi       | -77 kg mężczyzn styl klasyczny  | N/A              | Machmudow P 0-11 | NQ               | NQ               | Hüseynov P 1-11  | NQ               | 15.     | [ 44 ] |
| Hajkal al-Aszuri   | -97 kg mężczyzn styl klasyczny  | N/A              | Michalik P 0-10  | NQ               | NQ               | NQ               | NQ               | 16.     | [ 45 ] |
| Amine Guennichi    | -130 kg mężczyzn styl klasyczny | N/A              | Acosta P 1-5     | NQ               | NQ               | NQ               | NQ               | 11.     | [ 46 ] |
| Heithem Dakhlaoui  | -65 kg mężczyzn styl wolny      | N/A              | Ghijasi P 1-5    | NQ               | NQ               | NQ               | NQ               | 13.     | [ 47 ] |
| Muhammad as-Sadawi | -97 kg mężczyzn styl wolny      | N/A              | Nurov P 0-5      | NQ               | NQ               | NQ               | NQ               | 15.     | [ 48 ] |
| Sara al-Hamidi     | -50 kg kobiet styl wolny        | N/A              | Bisla W 3-1      | Stadnik P 0-10   | NQ               | NQ               | NQ               | 9.      | [ 49 ] |
| Siwar Bousetta     | -57 kg kobiet styl wolny        | N/A              | Kit P 0-2        | NQ               | NQ               | NQ               | NQ               | 15.     | [ 50 ] |
| Marwa al-Amiri     | -62 kg kobiet styl wolny        | N/A              | Johansson P 1-5  | NQ               | NQ               | NQ               | NQ               | 15.     | [ 51 ] |
| Zaineb Sghaier     | -76 kg kobiet styl wolny        | N/A              | Gray P 0-8       | NQ               | NQ               | Adar P 0-2       | NQ               | 16.     | [ 52 ] |

### Żeglarstwo
| Zawodnik                    | Konkurencja | Wyścig | Wyścig | Wyścig | Wyścig | Wyścig | Wyścig | Wyścig | Wyścig | Wyścig | Wyścig | Wyścig | Wyścig | Wyścig | Punkty | Finałowa pozycja | Źródło |
| Zawodnik                    | Konkurencja | 1      | 2      | 3      | 4      | 5      | 6      | 7      | 8      | 9      | 10     | 11     | 12     | M*     | Punkty | Finałowa pozycja | Źródło |
| --------------------------- | ----------- | ------ | ------ | ------ | ------ | ------ | ------ | ------ | ------ | ------ | ------ | ------ | ------ | ------ | ------ | ---------------- | ------ |
| Eya Guezguez Sarra Guezguez | 49erFX      | 22 DNF | 22 DNC | 22 DNC | 22 DNC | 22 DNC | 22 DNC | 22 UFD | 20     | 20     | 21     | 20     | 21     | NQ     | 234    | 21.              | [ 53 ] |
| Mehdi Gharbi Rania Rahali   | Nacra 17    | 19     | 20     | 20     | 20     | 20     | 21 DNF | 20     | 19     | 20     | 21 DNF | 20     | 20     | NQ     | 219    | 20.              | [ 54 ] |

M – Wyścig medalowy